# Chiesa di Santa Margherita (Pontedassio)
La chiesa di Santa Margherita di Antiochia è un luogo di culto cattolico situato nel comune di Pontedassio, tra via Torino e via Felice Dani, in provincia di Imperia. La chiesa è sede della parrocchia omonima della zona pastorale di Pontedassio della diocesi di Albenga-Imperia.

## Storia
La prima citazione dell'edificio religioso è risalente al 1199. L'attuale impianto strutturale a pianta basilicale e a tre navate è datata alla rivisitazione effettuata nel corso del XV secolo; un rimaneggiamento degli interni e degli arredi furono invece effettuati a cavallo tra il XVIII e il XIX secolo.
Fu l'arciprete Giovanni Battista de Thomatis, a partire dal 1870, ad affidare inizialmente all'ingegnere Gerolamo Audifredi un primario progetto di riedificazione dell'impianto, poi sostanzialmente modificato e rivisto dal geometra locale Giovanni Battista Gandolfo che portò a compimento la nuova chiesa. Il 6 ottobre 1880 fu solennemente consacrata dal vescovo di Albenga Filippo Allegro e riaperta al culto.

## Descrizione

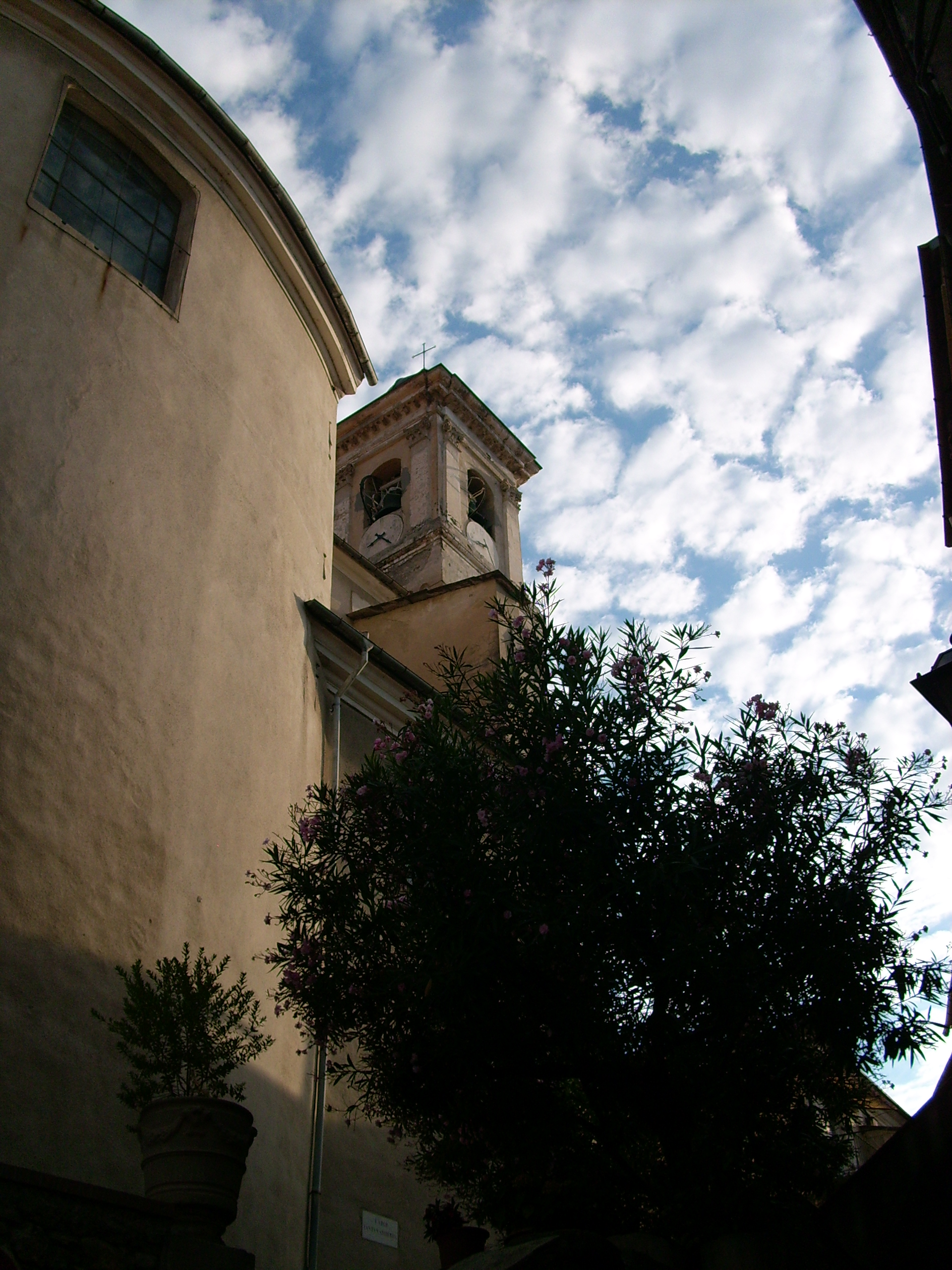
Particolare del campanile

Alla decorazione degli interni, richiamanti lo stile neo barocco, parteciparono diverse maestranze: i pittori Giovanni Borgna e Giuseppe Guglielmetti; il decoratore Francesco Audissimo; lo stuccatore Angelo Lamboglia. Se la struttura fu portata a compimento nella seconda metà dell'Ottocento, la facciata venne terminata a cavallo tra gli anni cinquanta e sessanta del Novecento su disegno di Luigi Rossi con l'interessamento dei stuccatori Antonio e Giacomo Ventimiglia che ripresero per gli esterni lo stile baroccheggiante dell'interno. Sempre sulla facciata, presso il registro superiore del portico, è presente il mosaico raffigurante il Martirio di santa Margherita d'Antiochia realizzata nel 1960 da Bepi Modolo della scuola del mosaico di Spilimbergo e, in una nicchia dello stesso portico, la statua in marmo della santa attribuita alla scuola scultorea genovese o del ponente ligure del Seicento.
Le decorazioni della volta sono opera del piemontese Giuseppe Guglielmetti, realizzate tra il 1910 e il 1911, incentrate sulla vita e sulla gloria della santa di Antiochia. Nella zona a destra dell'edificio, dopo un'acquasantiera marmorea del XVII secolo, è collocata la tela Santa Margherita che schiaccia il drago, opera di un artista del ponente ligure e che fu donata dalla locale famiglia Agnesi alla parrocchiale; dello scultore genovese Paolo Olivari è il grande crocifisso processionale in legno del 1850 posizionato a fianco alla grotta della Madonna di Lourdes; nella cappella di San Francesco Saverio la pala d'altare ritraente la Morte di san Francesco Saverio, opera settecentesca e successivamente restaurata da Giovanni Borgna nel 1891; nella cappella del Sacro Cuore il dipinto della Crocifissione (1883) del pittore Leonardo Massabò e le statue del 1888 di Domenico Bagliani raffiguranti san Marco e san Giovanni Evangelista.
Del pittore piemontese Borgna sono attribuiti gli affreschi: Gesù Bambino appare a santa Teresa d'Avila del 1893 (parete destra), il Sacro Cuore appare a santa Margherita Maria Alacoque (del 1879, parete sinistra), Gloria d'angeli (1898, pitture della volta), La Madonna del Carmine con il Bambino, l'angelo custode e i santi Filippo Neri, Rocco e Sebastiano (1892, cappella dell'angelo custode). Nella cappella delle anime purganti è collocata la pala d'altare raffigurante I santi Domenico e Stefano che intercedono presso la Vergine e il Bambino in favore delle Anime Purganti, opera settecentesca attribuita alla scuola d'arte dei Carrega.
Sempre di Guglielmetti gli affreschi La scala di Giacobbe (1913), L'arcangelo Raffaele e Tobia (1913), L'Angelo custode guida il bambino in cielo, il Martirio dei santi Cosma e Damiano (1913), i Santi Cosma e Damiano guariscono un paralitico, la Gloria dei santi Cosma e Damiano, il Battesimo di Cristo.
Risalente al 1503 è il trittico di Luca Baudo ritraente San Bartolomeo in trono con i santi Giovanni Battista e Caterina d'Alessandria, ubicato sulla controfacciata ove è presente l'organo del 1937 costruito dalla ditta Inzoli di Crema.